# Lac Naratch
Le lac Naratch (en biélorusse : Нарач ; łacinka : Narač) ou lac Narotch (en russe : Нарочь) est un lac au nord-ouest de la Biélorussie. 

## Description

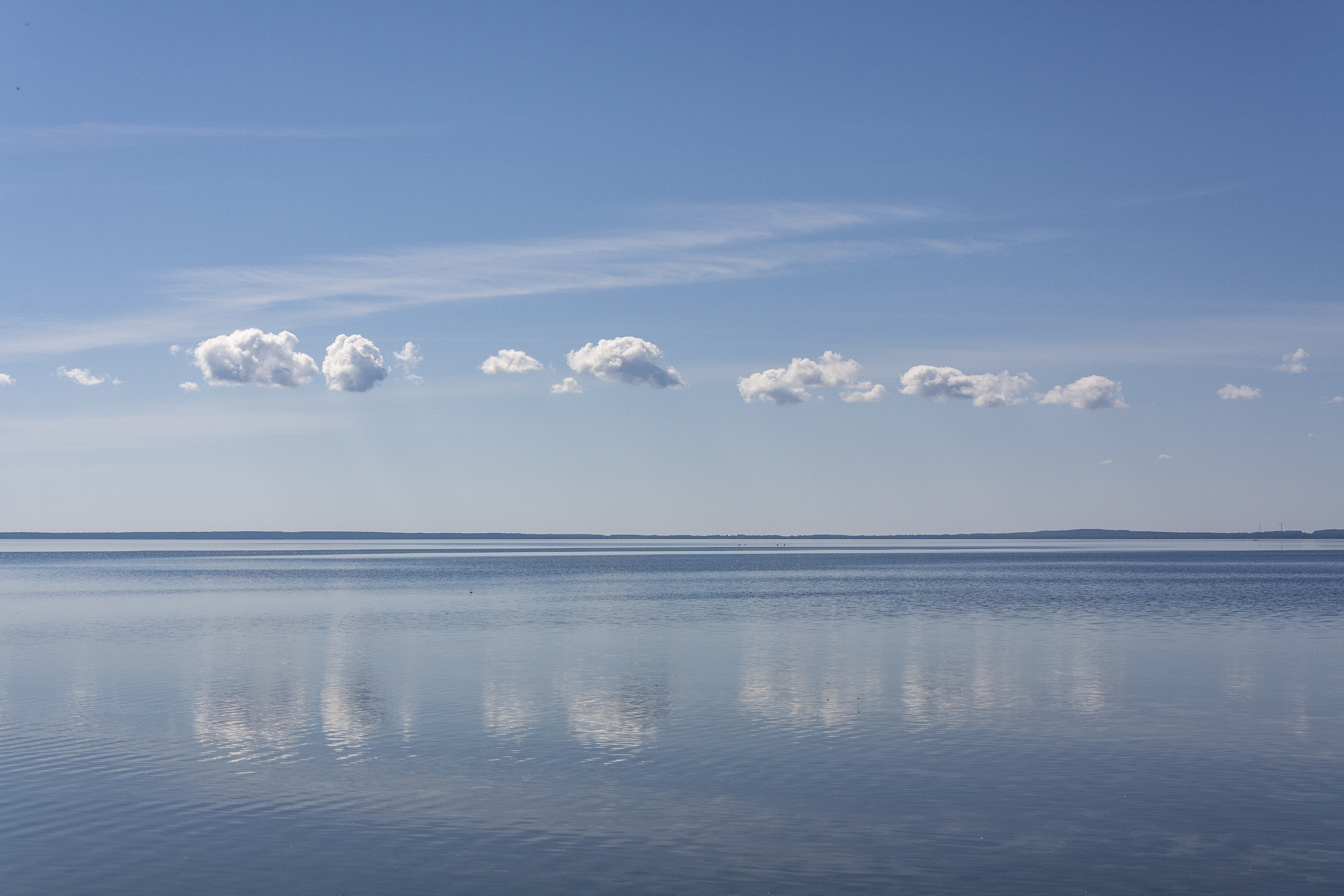
Matin silencieux au lac Naratch. Juillet 2022.

Sa superficie est 79,2 km2 et sa profondeur maximale 25 mètres. 
Ce lac est le plus grand de Biélorussie et fait partie du groupe des Lac bleus (avec les lacs Miastra, Batoryn, Blednaïe), dans la région de Miadel.
Une bataille du Front de l'Est pendant la Première Guerre mondiale, l'offensive du lac Narotch, s'est livrée sur ses rives en mars-avril 1916.
Un camp de Jeunes Pionniers d'envergure nationale se trouvait au bord du lac. Après la chute de l'URSS, le camp fut transformé en Camp de loisirs national pour les enfants « Zoubrania », qui est maintenant le plus grand camp de loisirs en Biélorussie
Le lac est un site touristique et de loisirs populaire, situé à 100 km de Vilnius et à 120 km de Minsk.